# Erste tschechische Futsalliga
Die Erste tschechische Futsalliga (offizieller Name: 1. FUTSAL liga) ist die höchste Futsal-Liga in Tschechien und wird vom tschechischen Fußballverband Fotbalová asociace České republiky (FAČR) organisiert.

## Name
- 1993–2010: 1. česká futsalová liga
- 2010–2011: Jetbull futsal liga
- 2011–2017: CHANCE futsal liga
- 2017–2020: VARTA futsal liga
- seit 2020: 1. FUTSAL liga

## Titelträger
| Saison    | Sieger |
| --------- | --- |
| 1992/93   | Ajax Novesta Zlin |
| 1993/94   | IFT Computers Ostrava |
| 1994/95   | IFT Computers Ostrava |
| 1995/96   | DFC Praha |
| 1996/97   | FC Mikeska Ostrava |
| 1997/98   | FC Mikeska Ostrava |
| 1998/99   | Viktoria Zizkov |
| 1999/2000 | TS Bakov |
| 2000/01   | Pramen Havlíčkův Brod |
| 2001/02   | Cigi Caga Jistebnik |
| 2002/03   | 1. FC Nejzbach Vysoké Mýto |
| 2003/04   | FK Era-Pack Chrudim |
| 2004/05   | FK Era-Pack Chrudim |
| 2005/06   | Jistebnik Ostrava |
| 2006/07   | FK Era-Pack Chrudim |
| 2007/08   | FK Era-Pack Chrudim |
| 2008/09   | FK Era-Pack Chrudim |
| 2009/10   | FK Era-Pack Chrudim |
| 2010/11   | FK Era-Pack Chrudim |
| 2011/12   | FK Era-Pack Chrudim |
| 2012/13   | FK Era-Pack Chrudim |
| 2013/14   | FK Era-Pack Chrudim |
| 2014/15   | FK Era-Pack Chrudim |
| 2015/16   | FK Era-Pack Chrudim |
| 2016/17   | FK Era-Pack Chrudim |
| 2017/18   | FK Era-Pack Chrudim |
| 2018/19   | Sparta Prag |
| 2019/20   | FK Era-Pack Chrudim (Aufgrund der COVID-19-Pandemie abgebrochen, FK Era-Pack Chrudim nach dem 20. Spieltag zum Sieger erklärt) |
| 2020/21   | SK Interobal Plzeň |
| 2021/22   | FK Era-Pack Chrudim |
| 2022/23   | SK Interobal Plzeň |

## Titel
| Bisherige Titelträger             |       |                                                                                          |
| Verein                            | Titel | Jahr                                                                                     |
| FK Era-Pack Chrudim               | 15    | 2004, 2005, 2007, 2008, 2009, 2010, 2011, 2012, 2013, 2014, 2015, 2016, 2017, 2018, 2022 |
| IFT Computers Ostrava             | 2     | 1994, 1995                                                                               |
| FC Mikeska Ostrava                | 2     | 1997, 1998                                                                               |
| Eco Investment Praha              | 2     | 1996, 1999                                                                               |
| CC Jistebník                      | 2     | 2002, 2006                                                                               |
| SK Interobal Plzeň                | 2     | 2021, 2023                                                                               |
| Ajax eVenture Zlín                | 1     | 1993                                                                                     |
| FC Total Slavík Bakov nad Jizerou | 1     | 2000                                                                                     |
| FC Pramen Havlíčkův Brod          | 1     | 2001                                                                                     |
| 1. FC Nejzbach Vysoké Mýto        | 1     | 2003                                                                                     |
| Sparta Prag                       | 1     | 2019                                                                                     |